# Regla de Haldane

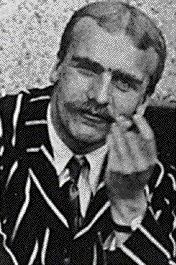
John Burdon Sanderson Haldane

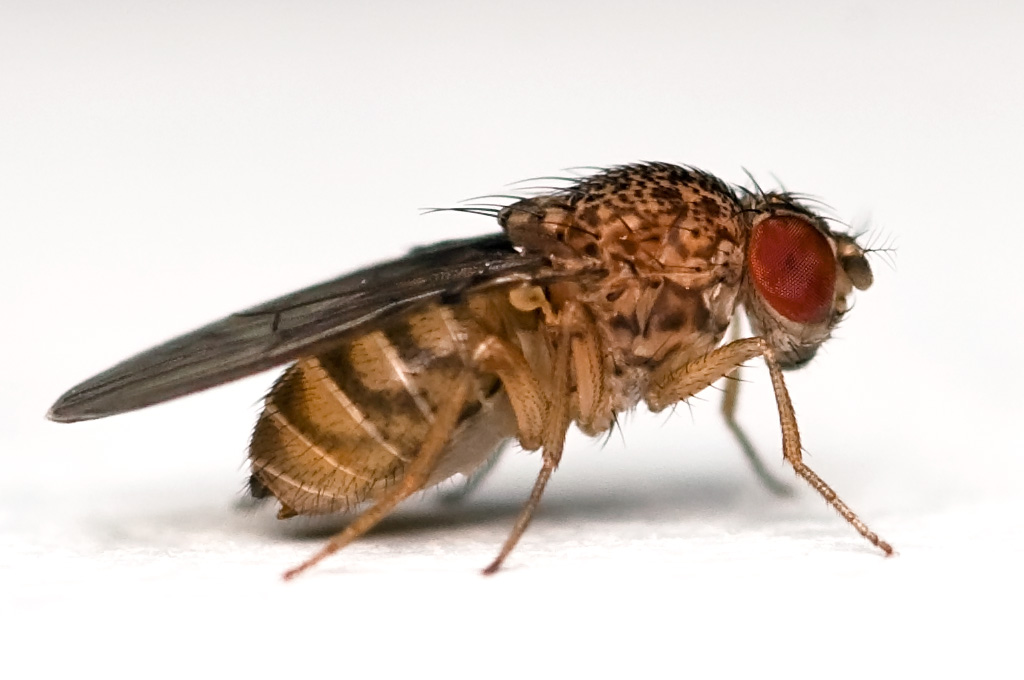
Drosophila repleta

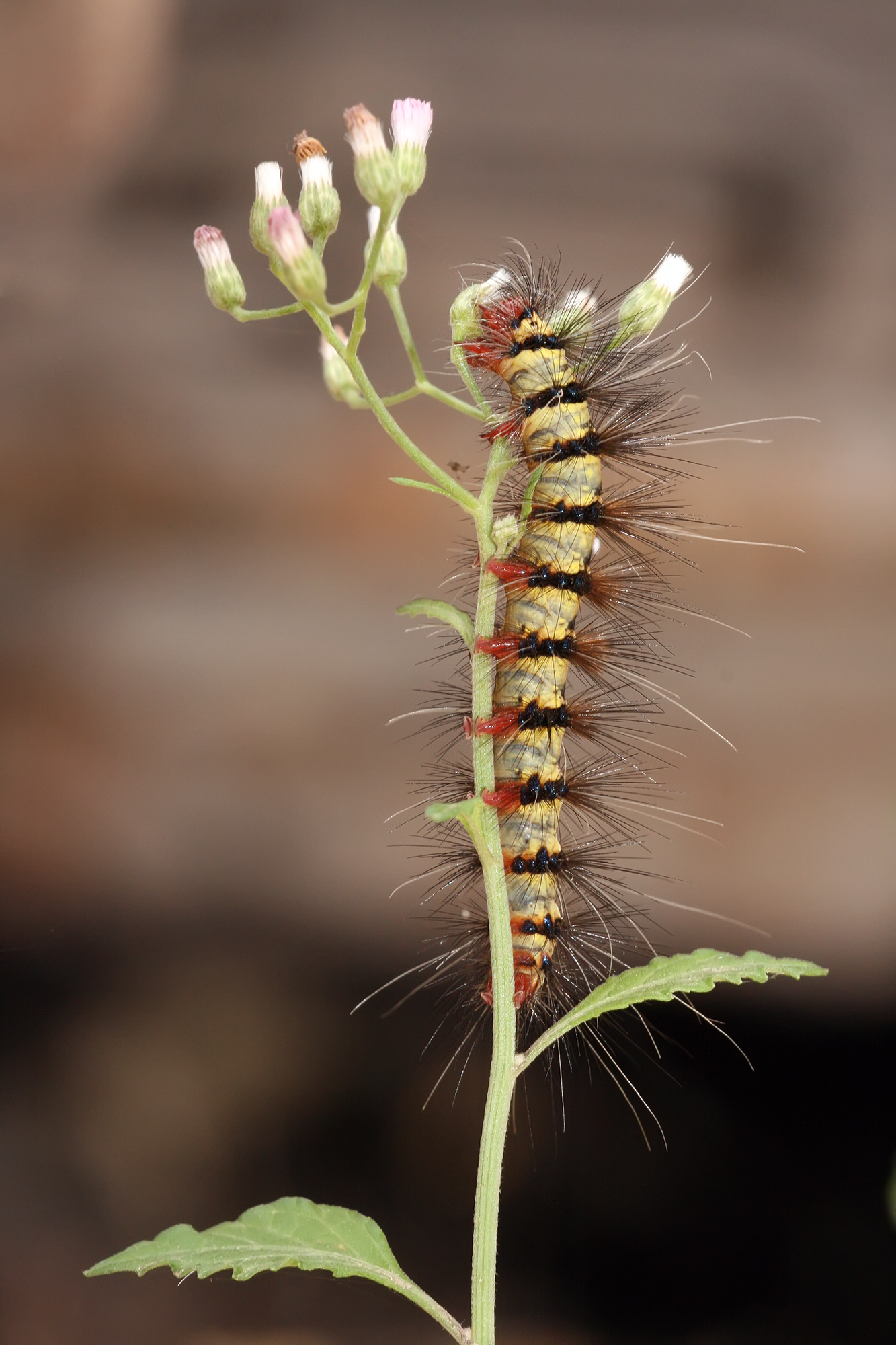
Larval Lepidoptera Arctiidae caterpillar

La regla de Haldane es una ley relacionada con la evolución y la especiación, resumido por el biólogo británico John Burdon Sanderson Haldane en 1922 y dice que en los híbridos entre especies y, por extensión, en su separación, que si existe un sexo que es más inviable o estéril probablemente va a ser el género heterogamético. Esta regla afirma que «cuando en la descendencia de dos especies animales diferentes, uno de los dos sexos no aparece, es raro o es estéril, éste es siempre el sexo heterocigótico (heterogamético)».
En muchos organismos, como los mamíferos o las moscas del género Drosophila, los machos son el sexo heterogamético (que tiene los cromosomas XY) y las hembras el género homogamético (con cromosomas XX). En otros animales, como las aves o las mariposas y en las plantas en general, la situación es a la inversa. La norma fue testimoniada en diferentes tipos de hibridación.
Varias teorías tratan de explicar la base genética de la regla de Haldane.
- La teoría de la dominación: los híbridos heterogaméticos se verían afectados por todos los genes X, recesivos y dominantes, implicados en incompatibilidades, mientras que los homogaméticos solamente por los dominantes.
- La teoría de la mayor rapidez del macho: Los genes masculinos evolucionan más rápidamente, debido a la selección natural.
- El salto meiótico: en las poblaciones híbridas, elementos genéticos "egoístas" desactivan las células espermáticas (un factor ligado a X desactiva un portador de Y y viceversa).
- Teoría del X más rápido: Los genes X tienen efectos más importantes en el aislamiento reproductivo.

La teoría de dominación es la admitida generalmente, aunque las diferentes tesis no se excluyen entre ellas y potencialmente podrían actuar juntas para causar la inviabilidad y la esterilidad de los sexos heterogaméticos.
La regla de Haldane tiene correspondencia con las observaciones que muestran el vínculo sexual de determinados genes recesivos negativos, más corrientes entre los hombres que entre las mujeres, como los genes que producen la hemofilia o acromatopsia.